# جيم براون (لاعب كرة قاعدة)
جيم براون (بالإنجليزية: Jim Brown)‏ هو لاعب كرة قاعدة أمريكي، ولد في 31 مارس 1897 في لوريل في الولايات المتحدة، وتوفي في 22 أكتوبر 1944.

## وصلات خارجية
- جيم براون على موقعبيزبول رفرنس.كوم (الدوري الرئيسي) (الإنجليزية)
- جيم براون على موقعبيزبول رفرنس.كوم (الدوري الثانوي) (الإنجليزية)